# Robo de señales de tráfico

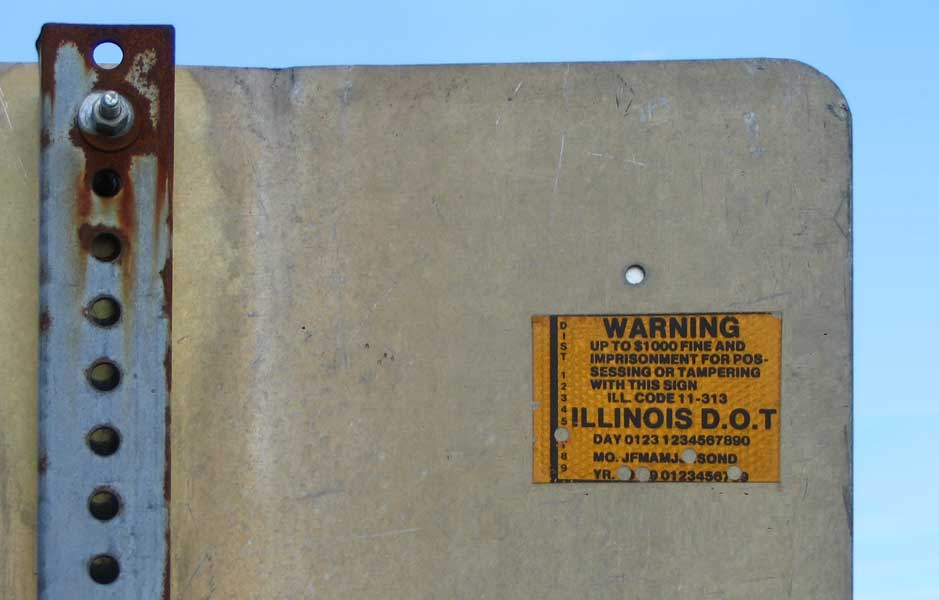
Esta pegatina en la parte de atrás de esta señal de tráfico de Illinois tiene por objetivo disuadir a los posibles ladrones.

El robo de señales de tráfico es el fenómeno que experimentan las señales de tráfico que se consideran inusuales o divertidas, siendo robadas por coleccionistas, a veces repetidamente, ya que se consideran un elemento popular de decoración de las habitaciones de los estudiantes. En ocasiones considerados como una broma por sus autores, estos robos a menudo suelen salir caros y a veces, peligrosos.
La cultura popular puede actuar de desencadenante de estos robos. Algunas bandas de música, como por ejemplo, los Beatles o Lynyrd Skynyrd han alimentado involuntariamente robos de señales de tráfico, ya que algunas de sus canciones y álbumes incluyen topónimos reales, como Penny Lane, Abbey Road, o Brickyard Road. Las producciones de televisión o radio con nombres de direcciones o calles suelen aumentar notablemente el robo de estas señales.

## Algunos ejemplos

### Ejemplos en la cultura popular
- Penny Lane y Abbey Road, a causa de los Beatles (ver más arriba).
- Brickyard Road, Condado de Clay (Florida) (ver más arriba). Los fanes robaban repetidamente la señal porque el cantante Ronnie Van Zant vivió allí antes de su muerte en 1977 y porque su hermano, Johnny Van Zant, publicó un álbum y single llamado Brickyard Road en 1990. 
  - El condado decidió solucionar el problema erigiendo un pilar de cemento con el nombre de la calle grabado en él.
- La Avda. Nirvana, Melbourne, Australia, sufre el mismo problema a causa de su asociación con la banda Nirvana.
- Calle de AC/DC, dedicada al grupo en Leganés.
- Señal de la población de Villapene.

#### Programas de televisión
- Coronation Street
- Jump Street
- Wisteria Lane
- Shortland Street

### Otras lenguas y culturas
- Cualquier señal de autopista o carretera con el número 420 es un principal objeto de robo a causa de sus connotaciones con el cannabis.
- Lo mismo se aplica al número 666. la U.S. Highway 666 se renombró a 491 en 2003 debido a la presión del gobernador de Nuevo México Bill Richardson a causa de "la infamia traída por la inoportuna denominación de la carretera", la 6.ª rama de la Route 66.
- Shades Of Death Road en Liberty Township (Nueva Jersey) se ha convertido en objeto de deseo a causa de la existencia de varias leyendas urbanas sobre la carretera y su nombre. Los vigilantes locales se tomaron la justicia por su mano y aplicaron lubricante en el mástil de la señal, para hacer más difícil trepar por ella para robar la placa.
- Nueva Jersey sufría un problema similar: el estado renombró su Route 69 a Route 31 en 1967 a causa de los repetidos robos, debidos al significado sexual del número 69.
- Fucking (Austria) es también objetivo principal de los ladrones de señales de tráfico, y la señal que indica el nombre del pueblo es la más robada de Austria.
- A causa de la connotación sexual de su nombre, la ciudad de Intercourse (Pensilvania) es una víctima frecuente de robo.
- Las señales de tráfico suecas de peligro de alces son robadas a menudo por turistas alemanes fascinados por este animal.

## Galería de ejemplos

Señal sueca de peligro de alces, un souvenir popular entre los turistas alemanes
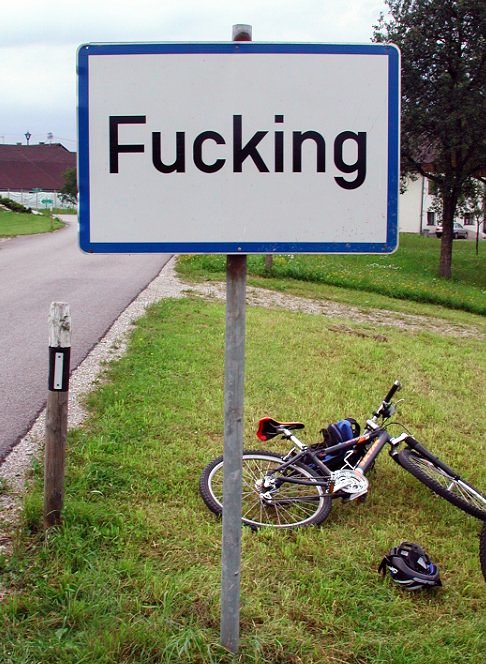
Señal nueva de Fucking (Austria), sin el mensaje "Bitte-Nicht so schnell!", en castellano: "¡Por favor, no tan deprisa!"
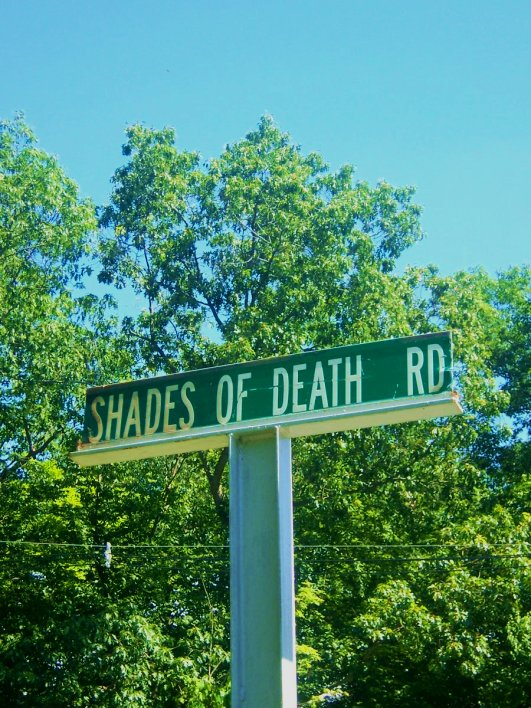
Señal de Shades of Death road impresa en una viga de acero